# Kim Min-kyu (ca sĩ)
Kim Min-kyu (tiếng Hàn: 김민규, sinh ngày 12 tháng 3 năm 2001) là diễn viên, ca sĩ, MC, người mẫu Hàn Quốc trực thuộc Jellyfish Entertainment. Anh đóng vai nam chính "Chun Nam-Wook" trong bộ phim web drama "Pop Out Boy!" vào năm 2020.

## Cuộc sống
Minkyu sinh ngày 12 tháng 3 năm 2001, ở Ulsan, Hàn Quốc. Anh có một người em gái nhỏ hơn 2 tuổi. Anh đã từng học tại trường tiểu học Munhyeon, người trung học Hwaam và trường phổ thông Moonhyeon. He anh đã từng chuyển đến trường phổ thông Youngdong do nhu cầu công việc.

## Sự nghiệp

### 2019: Produce X 101, người mẫu, fan meeting đầu tiên, giải thưởng đầu tiên
Vào tháng 3 năm 2019, Minkyu đại diện Jellyfish Entertainment cùng với thực tập sinh Choi Jun-Seong tham gia chương trình thực tế sống còn Produce X 101 để nhận cơ hội ra mắt trong một nhóm nhạc nam Mnet. Anh xếp hạng thứ 12 tại chung kết Produce X 101 và bị loại khỏi đội hình cuối cùng của X1. Mặc dù sau khi bị loại, với ngoại hình ưa hình Minkyu vẫn nhận được nhiều hợp đồng quảng cáo.
Vào ngày 21 tháng 8, anh trở thành người mẫu nam đầu tiên của thương hiệu làm đẹp Banila Co.. Anh còn chụp ảnh cho nhiều tạp chí như DAZED, NYLON và Grazia. Vào ngày 25 tháng 8, anh tổ chức họp fan-meeting 'Nineteen, Minkyu' tại Trung tâm văn hóa và nghệ thuật đại học Kwangwoon. Vào ngày 23 tháng 9, anh được chọn làm người mẫu cho nhãn hàng quần áo Mỹ Guess. Vào ngày 9 tháng 11, anh bắt đầy fan-meeting đầu tiên tại 'Nineteen, Minkyu' tại Bangkok, Thái Lan. Vào ngày 16 tháng 11, anh tổ chức tại Đài Bắc, Đài Loan. Vào ngày 5 tháng 12, anh làm MC cho chương trình mới Pink Festa của MBC Music. Vào ngày 7 tháng 12, anh tổ chức fan-sign lần đầu tiên tại Banila Co.. Ngày 16 tháng 12, anh tổ chức 'Nineteen, Minkyu' tại Nhật Bản. Vào ngày 17 tháng 12, anh chiến thắng giải tân binh mới tại First Brand Awards 2020.

### 2020: MC, ra mắt diễn xuất
Vào ngày 7 tháng 2, 2020, Minkyu được chọn làm MC mới cho chương trình ca nhạc The Show của SBS MTV cùng với Juyeon của The Boyz và Sihyun của EVERGLOW.
Vào tháng 6, 2020, Minkyu ra mắt diễn xuất trong bộ phim web drama "Pop Out Boy!" với vai nam chính Chun Nam-Wook.

## Điện ảnh

### Phim truyền hình
| Năm  | Tiêu đề                             | Kênh      | Vai trò       | Ghi chú   |
| ---- | ----------------------------------- | --------- | ------------- | --------- |
| 2025 | Cheongdam International High School | TVN, Viki | Cha Jin-wook  | Vai phụ   |
| 2020 | Pop Out Boy!                        | Playlist  | Chun Nam-wook | Vai chính |

### Chương trình truyền hình
| Năm       | Tiêu đề       | Kênh      | Vai trò  | Ghi chú                    |
| --------- | ------------- | --------- | -------- | -------------------------- |
| 2019      | Produce X 101 | Mnet      | Thí sinh | Hạng 12                    |
| 2019      | Pink Fiesta   | MBC Music | MC       | N/A                        |
| 2020–2021 | The Show      | SBS MTV   | MC       | Với Kim Si-hyeon và Juyeon |

## Đại sứ
| Năm  | Tiêu đề                                         | Chú thích |
| ---- | ----------------------------------------------- | --------- |
| 2020 | Miral Welfare Foundation Ambassador of Goodwill | [ 11 ]    |

## Lưu diễn
- Kim Minkyu 1st Fanmeeting Tour "Nineteen, Minkyu"

## Giải thưởng

### First Brand Awards
| Năm  | Thể loại        | Đề cử  | Kết quả   | Tham khảo |
| ---- | --------------- | ------ | --------- | --------- |
| 2019 | Giải Hot Rookie | Minkyu | Đoạt giải | [ 8 ]     |